# Constellation Records (Канада)
Constellation Records — канадський незалежний лейбл, що знаходиться в Монреалі, Квебек.